# Wilfried Lagler
Wilfried Lagler (* 9. Oktober 1953 in Kiel) ist ein deutscher Historiker und Bibliothekar.

## Wirken
Nach seiner Reifeprüfung 1972 am Wirtschaftsgymnasium Kiel und dem Zivildienst in Itzehoe (1973/74) studierte Wilfried Lagler von 1974 bis 1977 Politikwissenschaft, Mittlere und Neuere Geschichte und Öffentliches Recht an der Christian-Albrechts-Universität zu Kiel. Seine Magisterprüfung legte er 1977 ab und begann dann mit der Arbeit an seiner Dissertation, die er 1981 abschloss und bei Werner Kaltefleiter und Erich Hoffmann promovierte. 1979 begann er als Bibliotheksreferendar an der Universitätsbibliothek Kiel seine Ausbildung für den höheren Bibliotheksdienst, die er 1981 mit der Fachprüfung am Bibliothekar-Lehrinstitut des Landes Nordrhein-Westfalen in Köln beendete. Von 1981 bis zum Eintritt in den Ruhestand 2019 war Lagler dann als Fachreferent und Abteilungsleiter an der Universitätsbibliothek Tübingen tätig, zuletzt seit 2008 als Leiter der Abteilung Handschriften und Alte Drucke.
Vom Wintersemester 1998/99 bis zum Wintersemester 2010/11 hatte er einen Lehrauftrag am Historischen Seminar der Universität Tübingen inne („Literatursuche für Historiker“).

## Schriften
Monographien
- Die Minderheitenpolitik der schleswig-holsteinischen Landesregierung während des Kabinetts v. Hassel (1954–1963). Ein Beitrag zur Integration nationaler Minoritäten (Quellen und Forschungen zur Geschichte Schleswig-Holsteins, Band 78). Wachholtz, Neumünster 1982 (Dissertation Universität Kiel 1981), ISBN 3-529-02178-4.
- Die Schleswig-Holsteinische Landesbibliothek. Entwicklung und Bedeutung (1895–1985) (Schriften der Schleswig-Holsteinischen Landesbibliothek, Band 6). Westholsteinische Verlagsanstalt Boyens & Co., Heide 1989, ISBN 3-8042-0462-7.
- (mit Frank Heidtmann): Wie finde ich Literatur zur Mathematik und Informatik. Ein Leitfaden zu den Sach- und Literaturauskunftsmitteln für Studenten, Dozenten und Praktiker (Orientierungshilfen, Band 15). 2. aktualisierte Auflage. Berlin Verlag Arno Spitz, Berlin 1993, ISBN 3-87061-401-3.

Aufsätze (Auswahl)
- Versuche zur Kontrolle des Verbandseinflusses. In: Werner Kaltefleiter/Edward Keynes (Hrsg.): Weltmacht ohne Politik? Das amerikanische Regierungssystem nach den Wahlen von 1976 (Verfassung und Verfassungswirklichkeit/Jahrbuch Bd. 12/1978). Duncker & Humblot, Berlin 1979  S. 151–184, ISBN 3-428-04548-3.
- Eine „nationale Landesbibliothek“ in Flensburg? Zur Kontroverse zwischen Volquart Pauls und Johann Langfeldt 1920/21. In: Grenzfriedenshefte (1982), Heft 3, S. 131–135 (Digitalisat).
- Ein bibliophiler Mathematiker: Christoph Friedrich von Pfleiderer (1736–1821) und die Erwerbung seiner Bibliothek durch die Universitätsbibliothek Tübingen. In: Volker Schäfer (Hrsg.): Bausteine zur Tübinger Universitätsgeschichte, Folge 3 (1987), S. 59–70.
- Die Rezeption ausländischer Einflüsse. In: Peter Vodosek/Joachim-Felix Leonhard (Hrsg.): Die Entwicklung des Bibliothekswesens in Deutschland 1945–1965 (Wolfenbütteler Schriften zur Geschichte des Buchwesens, Band 19). Harrassowitz, Wiesbaden 1993, S. 379–392, ISBN 3-447-03427-0.
- Christoph Friedrich von Pfleiderer. Mathematiker und Professor 1736–1821. In: Gerhard Taddey/Joachim Fischer (Hrsg.): Lebensbilder aus Baden-Württemberg, Band 19 (1998), S. 163–176.
- Mehrere Beiträge in: Gerd Brinkhus u. a.: Eine Stadt des Buches. Tübingen 1498–1998 (= Tübinger Kataloge, Bd. 50). Stadtmuseum Tübingen 1998, ISBN 3-910090-25-7.
- Ich grüße Sie auf dem letzten Lappen Papier”. Der Briefwechsel zwischen Theodor Storm und Rudolf von Fischer-Benzon. In: Schriften der Theodor-Storm-Gesellschaft, Band 50 (2001), S. 81–101.
- “Ein altes dänisches Lowbuch” in der Universitätsbibliothek Tübingen. Zur Geschichte einer niederdeutschen Handschrift des Jütischen Rechts. In: Dieter Lohmeier/Renate Paczkowski (Hrsg.): Landesgeschichte und Landesbibliothek. Studien zur Geschichte und Kultur Schleswig-Holsteins. Hans F. Rothert zum 65. Geburtstag. Westholsteinische Verlagsanstalt Boyens & Co, Heide 2001, S. 15–19.
- Vom „Grenzkampf“ zum friedlichen Miteinander. Nationale Minderheiten und regionale Kooperation im deutsch-dänischen Grenzraum Sønderjylland/Schleswig, in: Jahrbuch des Föderalismus, Bd. 2005, S. 539–558.
- Zwischen Bonn, Kopenhagen und Straßburg. Inoffizielle Kontakte und Sondierungen zwischen deutschen und dänischen Politikern im Vorfeld der Bonn-Kopenhagener Minderheitenerklärungen vom 29. März 1955. In: Zeitschrift der Gesellschaft für Schleswig-Holsteinische Geschichte, Jg. 131 (2006), S. 219–238.
- Johann Heinrich Moritz von Poppe. In: Gerhard Taddey/Joachim Fischer (Hrsg.): Lebensbilder aus Baden-Württemberg, Band 22 (2007), S. 136–152.
- Die Professoren Lichtenberg und Kästner aus der Sicht des Göttinger Studenten Heinrich Poppe. In: Lichtenberg-Jahrbuch, Bd. 2008, S. 125–132.
- Die Frühzeit des Cotta-Verlages in Tübingen (1659-1787). In: Evamarie Blattner u. a. (Hrsg.): Von der Zensur zum Weltverlag. 350 Jahre Cotta (Tübinger Kataloge, Nr. 85). Kulturamt Tübingen 2009, S. 11–17, ISBN 978-3-910090-95-8.
- Philipp Melanchthon als Mitarbeiter des Tübinger Buchdruckers Thomas Anshelm. In: Sönke Lorenz u. a. (Hrsg.): Vom Schüler der Burse zum „Lehrer Deutschlands“. Philipp Melanchthon in Tübingen (Tübinger Kataloge, Nr. 88). Kulturamt Tübingen 2010, S. 175–185, ISBN 978-3-941818-00-2.
- Kurzübersicht über die zu seinen Lebzeiten im Druck erschienen Werke Primus Trubers. In: Sönke Lorenz u. a. (Hrsg.): Primus Truber 1508–1586. Der slowenische Reformator und Württemberg. Kohlhammer, Stuttgart 2011, S. 145–200, ISBN 978-3-17-021273-2.
- Die Bibliothek Ludwig Uhlands. In: Georg Braungart u. a. (Hrsg.): Ludwig Uhland. Tübinger, Linksradikaler, Nationaldichter (Tübinger Kataloge, Nr. 95). Kulturamt Tübingen 2012, S. 107–113, ISBN 978-3-941818-14-9.
- Karl Geiger und sein „Liebeskriegswerk“. Die Sammlung „Kriegsliteratur Laiblin“ in der Universitätsbibliothek Tübingen. In: Julia Freifrau Hiller von Gaertringen (Hrsg.): Kriegssammlungen 1914–1918 (Zeitschrift für Bibliothekswesen und Bibliographie, Sonderband 114). Klostermann, Frankfurt/M. 2014, S. 423–433.
- Der Hohenasperg aus der Vogelperspektive. Eine bisher unbekannte Ansicht von Friedrich Carl Fulda (1724–1788). In: Ludwigsburger Geschichtsblätter, Bd. 68 (2014), S. 91–98, ISBN 978-3-465-04215-0 (Volltext).
- Nationale Minderheiten und regionale Kooperation im deutsch-dänischen Grenzraum Sønderjylland-Schleswig seit 2005. In: Jahrbuch des Föderalismus, Bd. 16 (2015), S. 397–406.
- „ex officina Anshelmia“ – Johannes Reuchlin und sein Buchdrucker Thomas Anshelm. In: Jörg Robert u. a. (Hrsg.): „Ein Vater neuer Zeit“. Reuchlin die Juden und die Reformation (Tübinger Kataloge, Bd. 104). Universitätsstadt Tübingen/FB Kunst und Kultur/Stadtmuseum, Tübingen 2017, S. 44–55, ISBN 978-3-941818-33-0.
- Otto Abel (1802–1886) – ein Leonberger Ehrenbürger und seine Bücherschenkung an die Universitätsbibliothek Tübingen. In: Blätter für württembergische Kirchengeschichte, Jg. 117 (2017), S. 175–179.
- Englische Prinzen, Studentenauszug, Universitätsjubiläen. Erinnerungen des Göttinger Heinrich Poppe (1776–1854) an Episoden in der Geschichte der Georg-August-Universität Göttingen. In: Göttinger Jahrbuch, Bd. 69 (2021), S. 91–108.
- Friedrich Carl Fulda. Pfarrer und Sprachforscher (1724–1788). In: Regina Keyler (Hrsg.): Lebensbilder aus Baden-Württemberg, Bd. 26 (2023), S. 32–45.